# Janusz Pieczkowski
Janusz Pieczkowski (ur. 24 czerwca 1921 w Poturzycy, zm. 24 lutego 1997 w Nowym Sączu) – polski prawnik, przewodniczący Prezydium Miejskiej Rady Narodowej w Nowym Sączu w latach 1956–1975, a w latach 1973–1975 – naczelnik miasta.

## Życiorys
Urodził się 24 czerwca 1921 w Poturzycy. Z wykształcenia prawnik. Żołnierz Armii Andersa w czasie II wojny światowej. Był absolwentem Szkoły pilotów i obserwatorów w Stanisławowie. W okresie powojennym zatrudniony m.in. w Centrali Mięsnej, Spółdzielni "Przełom" i Powiatowym Komitecie Stronnictwa Demokratycznego. Współautor „eksperymentu sądeckiego”. Od 23 listopada 1956 do 1975 roku był przewodniczącym prezydium Miejskiej Rady Narodowej w Nowym Sączu. W okresie od 1973 do 1975 był naczelnikiem miasta. Od 1975 do 1983 roku był wicewojewodą nowosądeckim. W okresie PRL należał do Stronnictwa Demokratycznego. Wieloletni prezes Aeroklubu Podhalańskiego. Zmarł 24 lutego 1997 roku w Nowym Sączu. 

### Upamiętnienie
W 2007 jego imieniem nazwano część obwodnicy Nowego Sącza.

## Prywatnie
Jego córka Zofia (ur. 12 grudnia 1943, zm. 14 stycznia 2021) w latach 2002-06 pełniła funkcję wiceprezydenta Nowego Sącza.